# Вулиця Мови
Вулиця Мови — вулиця у Шевченківському районі міста Львова, в місцевості Голоско. Сполучає вулиці Варшавську та Алчевської.

## Історія та забудова
Вулиця виникла на початку XX століття у складі передміського селища Голоско та ще 1922 року отримала офіційну назву Сокола, на згадку про польське гімнастичне товариство «Сокіл».  Після входження села до меж міста 11 квітня 1930 року, вулиці колишнього селища були перейменовані або ж новоутвореним вулицям надавалися певні назви. Так, у 1931 році отримала назву Дурскєго, на честь австро-угорського та польського військового діяча Кароля Дурського-Тшаска. У липні 1944 року повернена передвоєнна, але вже уточнена назва — вулиця Дурського. У 1946 році перейменована на Стахановців, на згадку про учасників стаханівського руху. Сучасна назва походить від 1991 року, на честь українського письменника, поета, драматурга Василя Мови.
Забудована приватними садибами різних періодів, від 1930-х років до сучасності.